# CDプレーヤー
CDプレーヤー（英: CD player）は、コンパクトディスク（CD）を再生する装置。CD-DA（オーディオCD）に記録されているデジタル音響データを、スピーカーで再生可能なアナログ信号へ変換する。

## 歴史

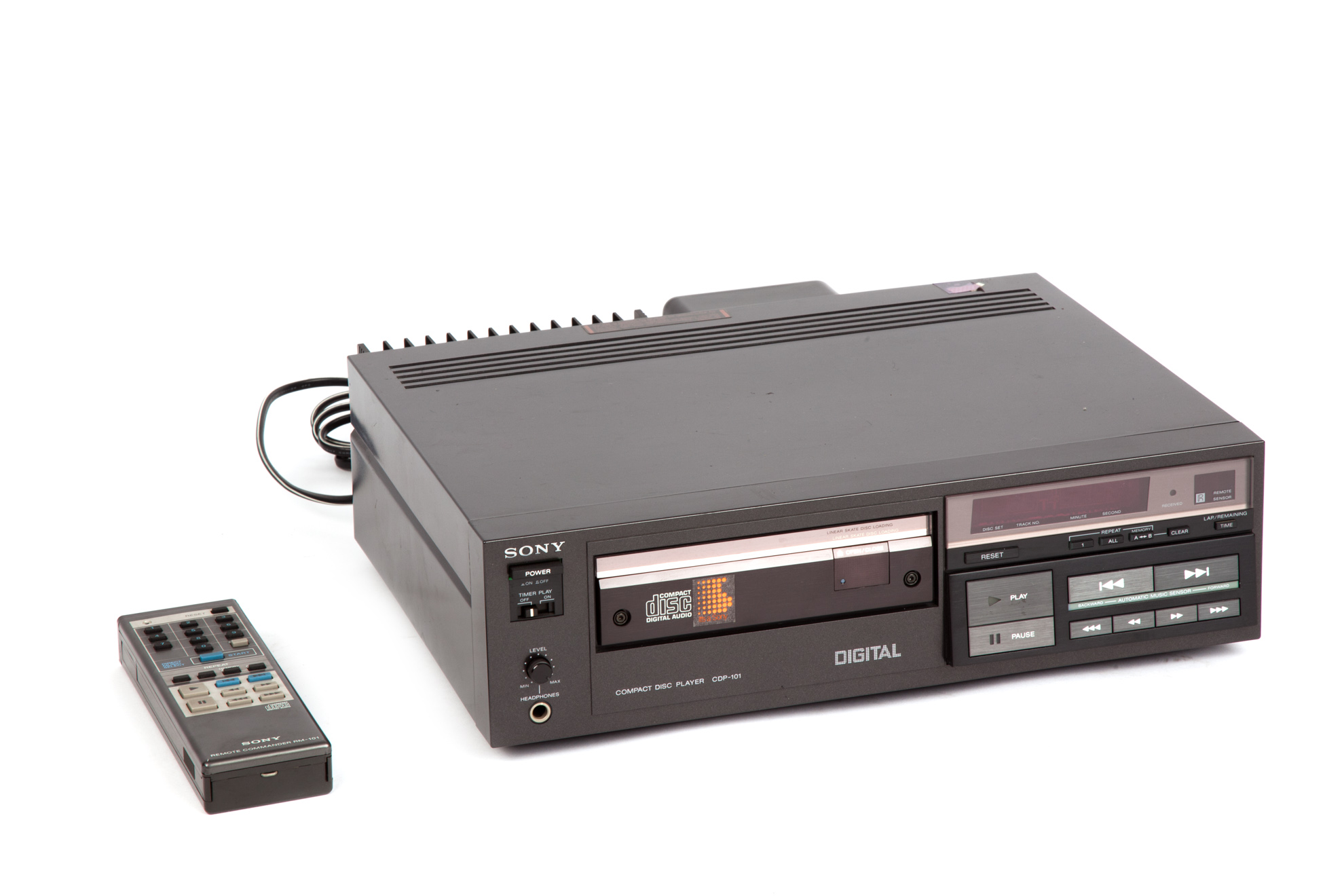
世界最初の、商業的に販売されたCDプレーヤーソニーCDP-101。写真はイタリアのレオナルド・ダビンチ科学技術国立博物館の展示品

1979年3月8日にフィリップスが国際的な場で、11.5 cmの光学ディスクとオーディオプレーヤーを実演したことに端を発する。
世界初の商業的に販売されたCDプレーヤーは1982年10月1日発売のソニー(Sony)CDP-101で、カタログ表示価格（標準価格）は168,000円であった。このプレーヤーは当初は日本国内でのみ販売された。最初は、SONYとCD規格（Red Book)を開発したPhilips社とで別のCDプレーヤーを開発・製造し、同時発売によるCD規格の世界的な周知を図っていたが、フィリップス側の開発の遅れにより予定期日での発売が不可能となったため、両社の合意によりCDP-101の日本国外発売を6ヶ月延期した。これと同日にSONYによってCD 50タイトルも発売された。
また同日ソニー以外からも日立製作所（Lo-Dブランド）、日本コロムビア（DENONブランド、日立のOEMで発売）で発売された。日立の第1号機はDAD-1000で189,000円、日本コロムビアの第1号機はDCD-2000で価格は日立製と同じ。

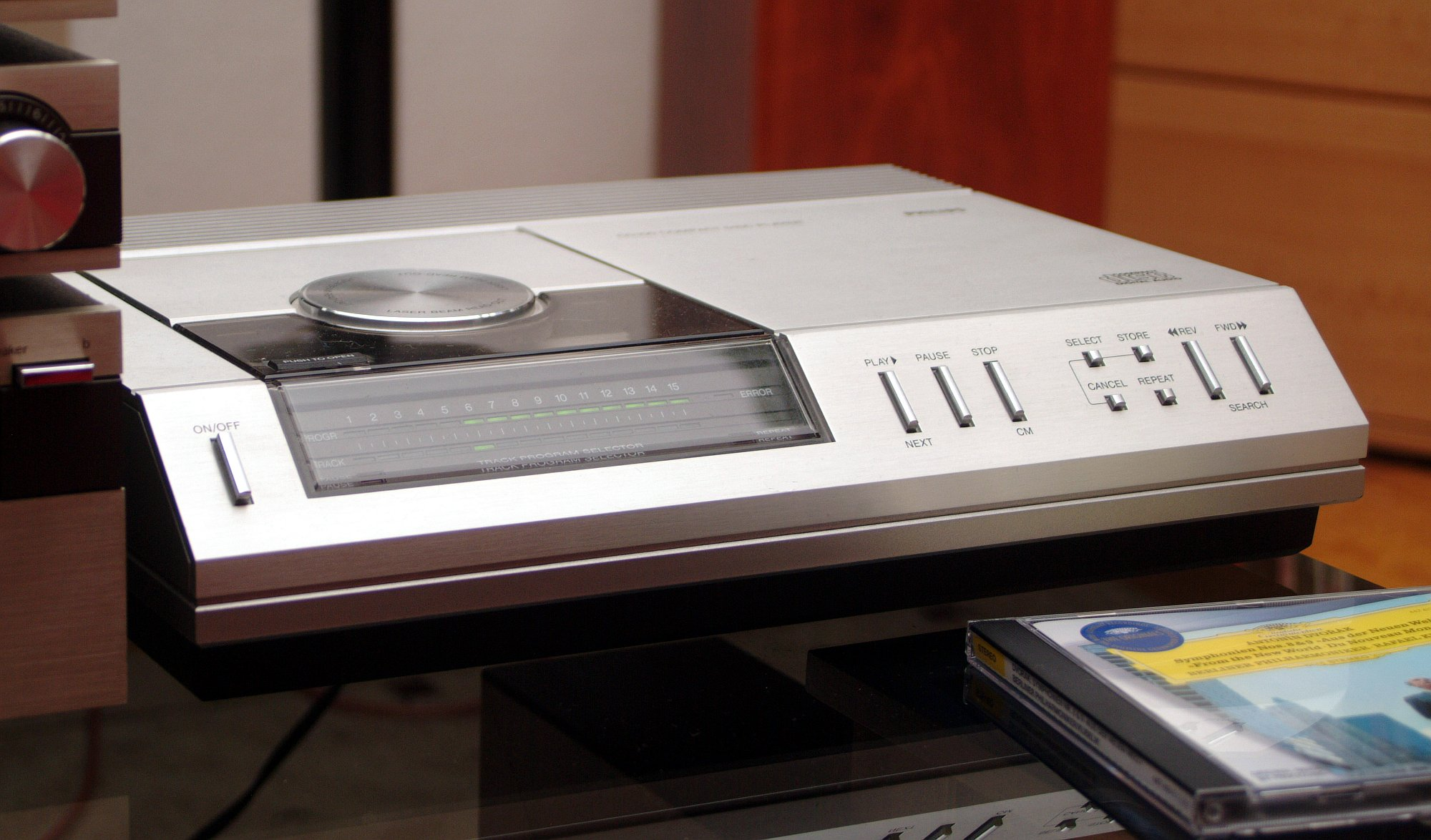
2番目に登場したPhilips CD-100

そしてフィリップスのCDプレーヤーCD100は、1982年11月に発売された。日本でもマランツブランドで輸入販売された。
CDとCDプレーヤーは、世界のクラシック音楽愛好家、特に高音質を追求する世界のオーディオ愛好家たちから大歓迎された。高音質が賞賛されたのに加え、扱いやすさ（レコードに比べたコンパクトさ、ボタンで曲を一気にジャンプできる便利さ等々）も評価が高かった。
1983年には米国のCBSレコードもCDの16タイトルを発売した。
同年9月には日本コロムビアからも自社開発・製造によるCDプレーヤーが発売。受注生産として業務用CDプレーヤー1号機のDN-3000FC（180万円）が発売された。
同年12月には日本コロムビアから自社製家庭用CDプレーヤー1号機のDCD-1800（159,800円）が発売。独自機能「スーパーリニアコンバーター」を搭載して話題を呼んだ。

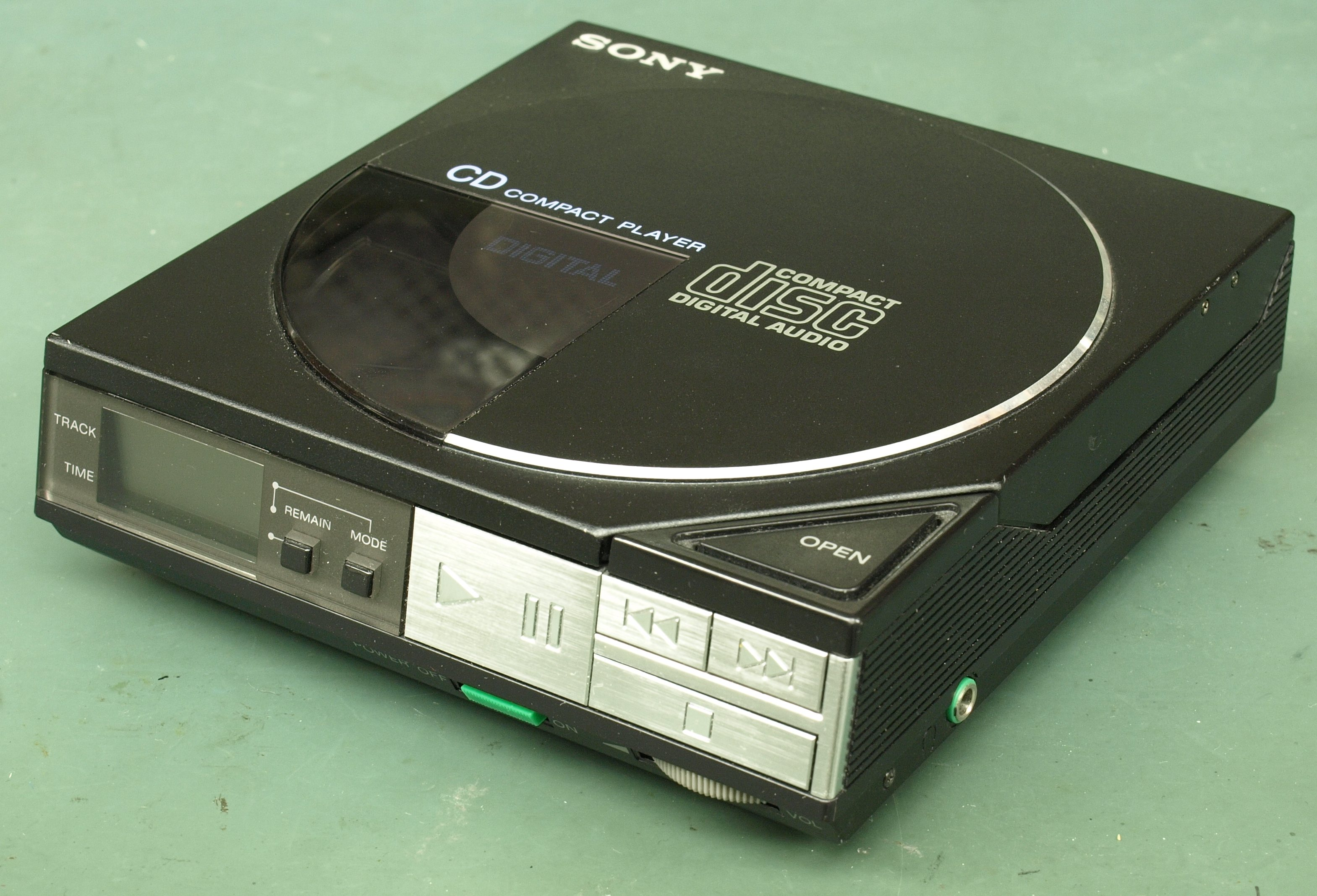
最初の携帯型CDプレーヤー、SONY D-50

世界最初の携帯型CDプレーヤーはSONYのD-50（愛称的な商標 Discman）であり、日本国内では1984年に49,800円、翌年には各国で発売された。SONYにはウォークマンを世界的に大ヒットさせた実績があり、CDでも同様に携帯型を市場に投入したものである。
当初かなり高価であったCDプレーヤーは、その後メーカーや機種が増えるに従い次第に安価になってゆき、携帯型プレーヤーも登場したことで、クラシック音楽愛好家だけでなく、ポピュラーミュージックやロックミュージックの愛好家たちにも広く普及していった。CDプレーヤーやCDソフトの売上は急増した。1985年には初のミリオンセラーCDも登場した。1982年の初のCDプレーヤー発売からこの頃までのことは「ディジタルオーディオのビッグバン」などと呼ばれることもある。
CDプレーヤーの年間出荷台数は2001年の259万台がピークであった。
2002年ごろ採用されていたCCCDは当時販売されていたすべてのプレーヤーの取扱説明書に再生の保証はしないと明記されている。
その後デジタルオーディオプレーヤーの普及に伴い、大手電機メーカーは相次いで製造から撤退したが、一部のジェネリック家電メーカーが今も製造を継続しており、高齢世代に一定の需要が存在するほか、光学ドライブのないノートパソコンの普及も手伝って、携帯型CDプレーヤーの売上低迷に歯止めが掛かっている。CDラジオも廉価製品が次々と出現した。
2009年3月6日、CDプレーヤーは約30年前にフィリップスが実演に使用したプレーヤーによって、デジタルを使用した光学的な記録システムの技術標準を確立したとしてIEEEマイルストーンに認定された。

## 種類

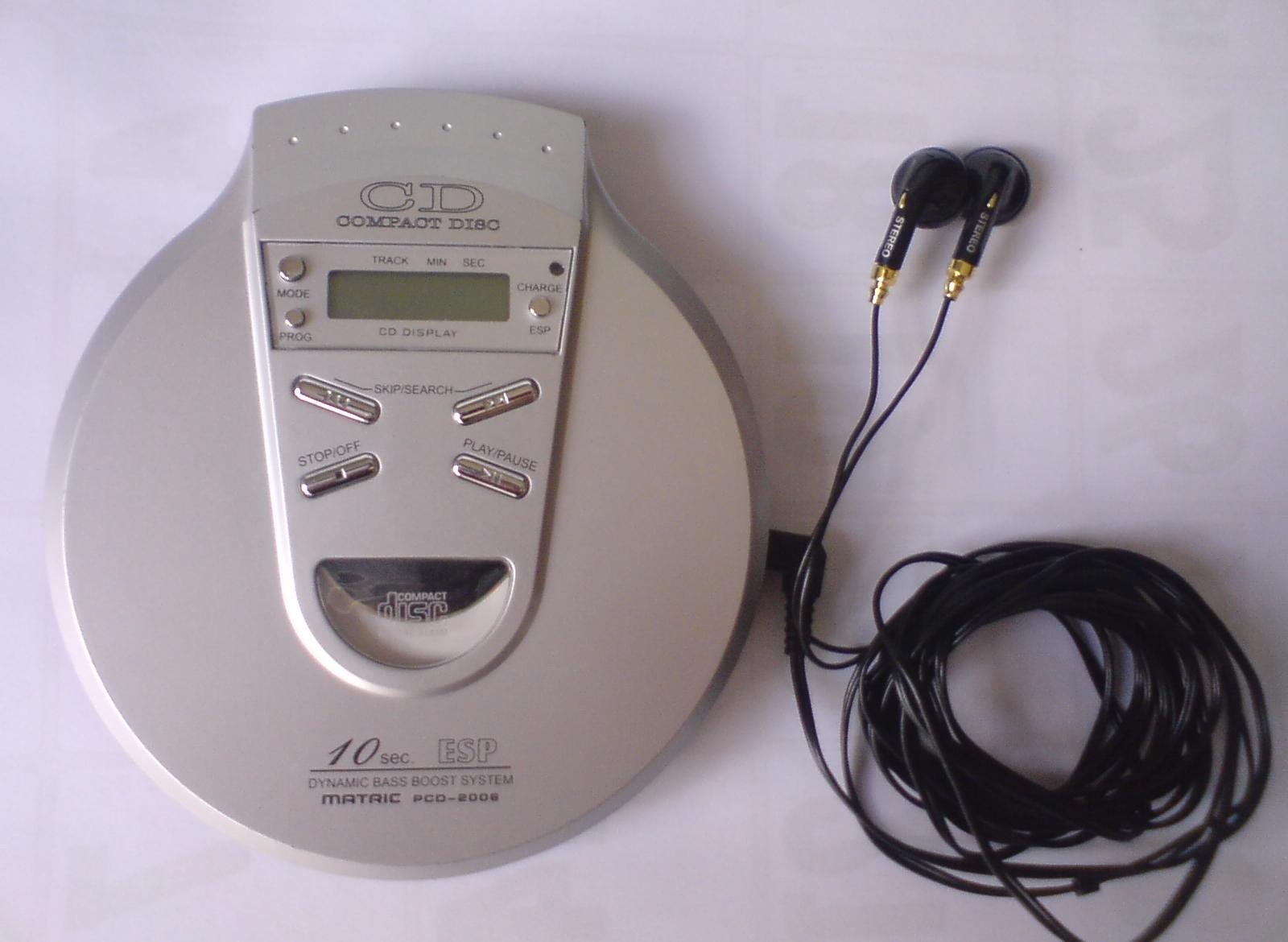
ポータブルプレーヤー

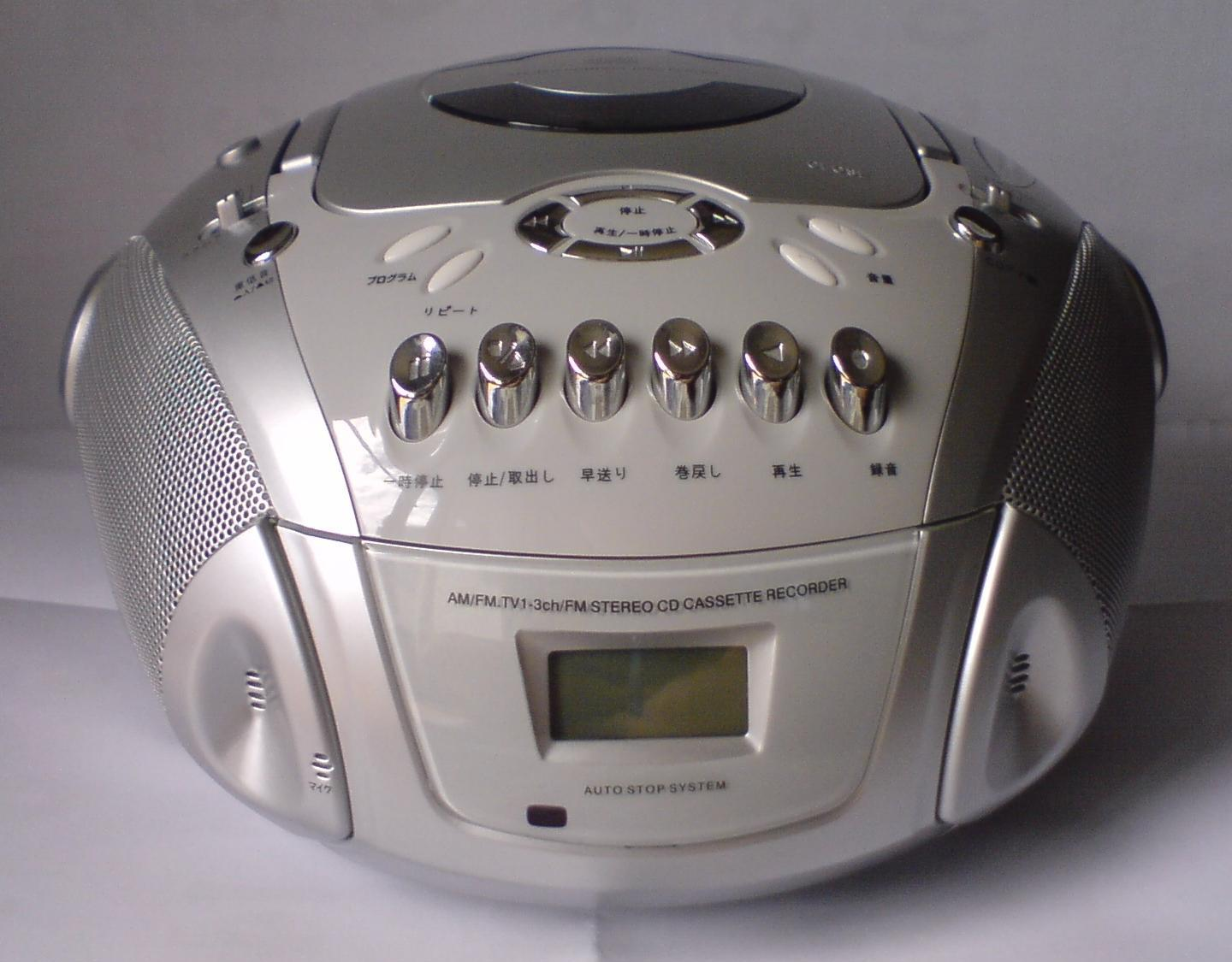
（スピーカー）一体型プレーヤー（CDラジカセ）

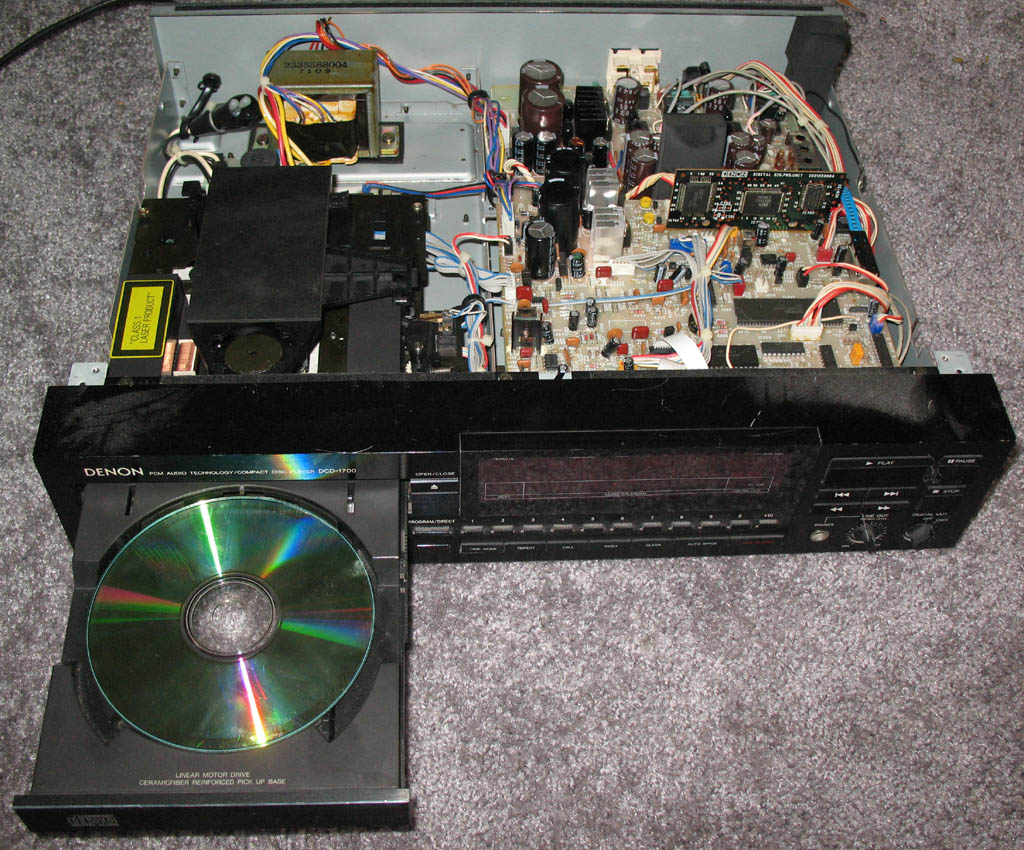
据え置き型。コンポーネントステレオのひとつのユニットとして用いられるもの。DENONの1980年代の製品の筺体を開けた状態で、内部の部品の構成やその大きさが分かる写真。左下がCDドライブで、トレイが手前に飛び出た状態。右半分が回路の基板。左上は家庭用電源から降圧した電流を得るためのトランス。

### 携帯型
携帯を重視しているタイプ。CDのディスクを一回り程度上回る大きさで、数百グラム程度と軽量であることが一般的である。ヘッドホンアンプのみを搭載し、イヤフォン（ヘッドフォン）によって聴くものが一般的。
例　ディスクマン（CDウォークマン）などのポータブルプレーヤー。
車中や歩きながら聴く場合も想定して、筺体の振動により時折起きるCDデータ読取失敗で生じる「音飛び」を防止するために、先行して読みとったデータを溜めつつ再生するためのバッファ（メモリ）をそれなりの量、備えている機種も多い。

### スピーカー一体型
CDプレーヤーがアンプやスピーカと一体になっているもの。（ヘッドフォン無しに）スピーカーから再生音を聴ける。
CDのみの再生装置も販売されてはいるが、ラジオとカセットテープの録音・再生装置も含んでいる機種のほうがむしろ一般的であり、それらはCDラジカセと呼ばれる。CDとラジオだけが備わったもの（カセット録・再機能が無いもの）はCDラジオと呼ばれる。USBメモリーの音響データ再生に対応したものある（これも「CDラジオ」に分類される）。重量としては数kg程度のものが一般的。

### 据置型、デッキ型
ライン出力が主で、アンプおよびスピーカーを通して再生音を聴くもの。ヘッドホン出力端子はある場合もない場合もある。CDデッキとも呼ばれる。以下のような様々なタイプがある。
- ミニコンポとして、あらかじめ組み合わされた状態で販売されているものの中の、ひとつのユニット。
- コンポーネントステレオの中のひとつのコンポーネントとして用いられるよう、単独で販売されているもの。
  - かつて単体コンポのCDデッキはヘッドホン端子とアナログ可変出力端子を標準装備し、本体にもテンキー（ダイレクト）選局ボタンを装備した機種が発売されていたが、現在はヘッドホン端子非搭載の機種が殆どで、テンキーはリモコンのみに搭載されている。
  - CDチェンジャー - 1台に複数枚のCDを収容して選んで再生できる。チェンジャーデッキを参照。
- 分離型（セパレート型） - 高級品にはCDから信号を読み取る機械部分（CDトランスポート）と、読み取ったデジタル信号をアナログ信号に変換する装置（D/Aコンバータ）が別々になっているものもある。通常はCDトランスポートからの信号に同期してD/Aコンバータが動作するが、マスタークロックジェネレーターと呼ばれる発信器からの信号で同期して動作するものもある。
- 業務用 - 業務用機器は民生オーディオ機器より信頼性が要求される。またデジタル、アナログ出力共にケーブルを延長することを考え平衡接続が用いられることがある。また、マスタークロックジェネレーターの入力を備え、全てのデジタル機器が同一のタイミングで動作させられる機器もある。
- DJ用 - 可変速再生、頭出し機能が要求され、複数のドライブがあり片方を演奏中に片方で次の曲の頭を出すなどができるようになっている。最近ではスクラッチが出来たり、パソコンに接続してハードディスクに保存されている音楽ファイルを呼び出したり、ソフトを操作出来る機材も豊富。パイオニアが1995年に発表したCDJ-50という機種がこの手の製品では世界初である。
- 自動車用 - カーオーディオを参照のこと。

多くはMD等へのデジタル録音が可能な「光&同軸デジタル出力端子」を標準装備している（光・同軸いずれかのみ装備されている機種や、どちらも装備せずアナログ出力のみ搭載の機種もある）。またカセットデッキやMDデッキとのシンクロ録音や他機との連動操作が可能な「シンクロ端子」、「エディット端子」、「コンピュリンク端子」といった名称の端子も多くの機種に搭載されているが、この機能は同一メーカー同士の組み合わせとなっている場合のみ動作する。

## 機能
- 民生用据置型プレーヤーの高級品にはスーパーオーディオCD (SACD) やDVD-Audioに対応したものもある。
- 据置型の派生系ではカセットデッキとの複合製品の他にミニディスクデッキとの複合製品、CD-Rレコーダーとの複合製品も存在する。CD-ROMドライブにライン出力 (AUX OUT) を備えた製品もあった。
- 音響機器ではないが、パソコン上で動作するCD再生ソフトウェア（Windows Media Playerなど）も「CDプレーヤー」と呼ばれることがある。この種のアプリケーションソフトは、MP3など他の規格の音楽ファイルの再生も可能なことが多い。
- ゲーム機でCD-ROMやDVD-ROMやBD-ROMを採用するものや、主にレーザーディスク、ビデオCD、DVDプレーヤー、BDプレーヤー、DVDレコーダー、BDレコーダーではCDプレーヤーの機能も備えているものが多い。
- CD-Rドライブ搭載のパソコン等の普及により個人でCD-DA以外のディスクの作成が可能になり近年のプレーヤー（主に中級機）の中にはMP3やWMAなどの圧縮音声やWAVやFLACなどの非圧縮音声を記録したディスクの再生ができるものも存在する。
- CDプレーヤーの中にはリッピングに対応したものもあり、その場合機器に内蔵もしくはケーブルなどで外付けされた機器のハードディスクやフラッシュメモリにCDの音楽データを取り込める。

## 備考
- 別冊宝島に掲載された1980年代のサブカル・流行一覧に1983年のサブカル・流行として紹介されている[5]。

## 関連文献
- CDプレーヤー大研究　セレクトコンポシリーズ11 (別冊ステレオサウンド) ムック – 1995, ASIN: B00JB8WUMI